# Star Wars: Estrella Caída
Star Wars: The High Republic: Estrella Caída es una novela escrita por Claudia Gray y es la última novela para adultos de la primera fase de la franquicia Star Wars: The High Republic, Luz de los Jedi. Es una secuela directa de Luz de los Jedi y Tormenta Creciente que tiene lugar 200 años antes de Star Wars: La amenaza fantasma. Sigue el conflicto continuo entre la Orden Jedi y los Nihil.

## Premisa
Los Jedi se enfrentan a las secuelas de la tragedia y de un ataque generalizado a la Feria de la República, apodado la "conflagrina en llamas" por los "vikingos espaciales" conocidos como los Nihil. Mientras los Caballeros y Padawans estacionados en el Faro Starlight se recuperan de sus heridas y traumas emocionales, Marchion Ro prepara su ataque más mortífero contra la Orden.

## Marketing
El título de la novela se reveló en la Comic-Con de San Diego en julio de 2021 junto con otras tres novelas de la tercera ola de Luz de los Jedi. El lema asociado con la tercera ola era "La luz de los Jedi se oscurece", insinuando la dirección cada vez más sombría hacia la que la novela llevará la franquicia.